# Rosendo Mercado
Pour les articles homonymes, voir Rosendo.
Rosendo Mercado Ruiz, né à Madrid le 23 février 1954, mieux connu sous le nom de Rosendo, est un guitariste, chanteur et compositeur espagnol. Il est membre des groupes Ñu et Leño, et est considéré par la presse spécialisée comme l'une des plus importantes figures du rock espagnol.

## Biographie

### Jeunesse
Rosendo est né à Madrid, et est fils d'immigrés originaires de Bolaños de Calatrava. Il grandit dans les quartiers de Lavapiés et Carabanchel, où il réside depuis lors. Après avoir quitté ses études à l'école d'ingénieurs ICAI, il rejoint en 1972 le groupe Fresa qui joue des reprises de chansons de l'époque, et accompagne parfois des solistes. Après divers changements, dont l'arrivée du chanteur José Carlos Molina, le groupe se rebaptise Ñu. Rosendo alterne entre le groupe et le service militaire. En 1974, il découvre la musique de Rory Gallagher, qui deviendra l'une de ses plus grandes inspirations, avec d'autres groupes tels que Jethro Tull, Canned Heat, Cream, Deep Purple et Black Sabbath.

### Période Leño
Après son service militaire obligatoire en 1975, Rosendo participe à l'enregistrement du premier single de Ñu. Ses relations avec José Carlos Molina ne s'avèrent pas fructueuses et, en 1977, Rosendo décide de quitter le groupe pour former Leño. Le nom de Leño est attribué sans le savoir par Molina. Il s'associe à Chiqui Mariscal, qui jouait de la basse, et à Ramiro Penas à la batterie. Ils débutent conjointement sur scène en 1978 en soutien au groupe Asfalto. Ils sont embauchés par Vicente Romero, qui lance à cette période le label Chapa Discos, et sorti l'album collectif Viva el rollo, Vol II, Rock del Manzanares, dans lequel sont incluses deux de leurs chansons, Este Madrid et Aprendiendo a escuchar.
En 1979, le premier album studio de Leño est publié. Le dernier album officiel de Leño, ¡Corre, corre!, est réalisé avec plus de matériel grâce au succès du précédent album. Il est enregistré à Londres, et produit par Carlos Narea.

### Période solo

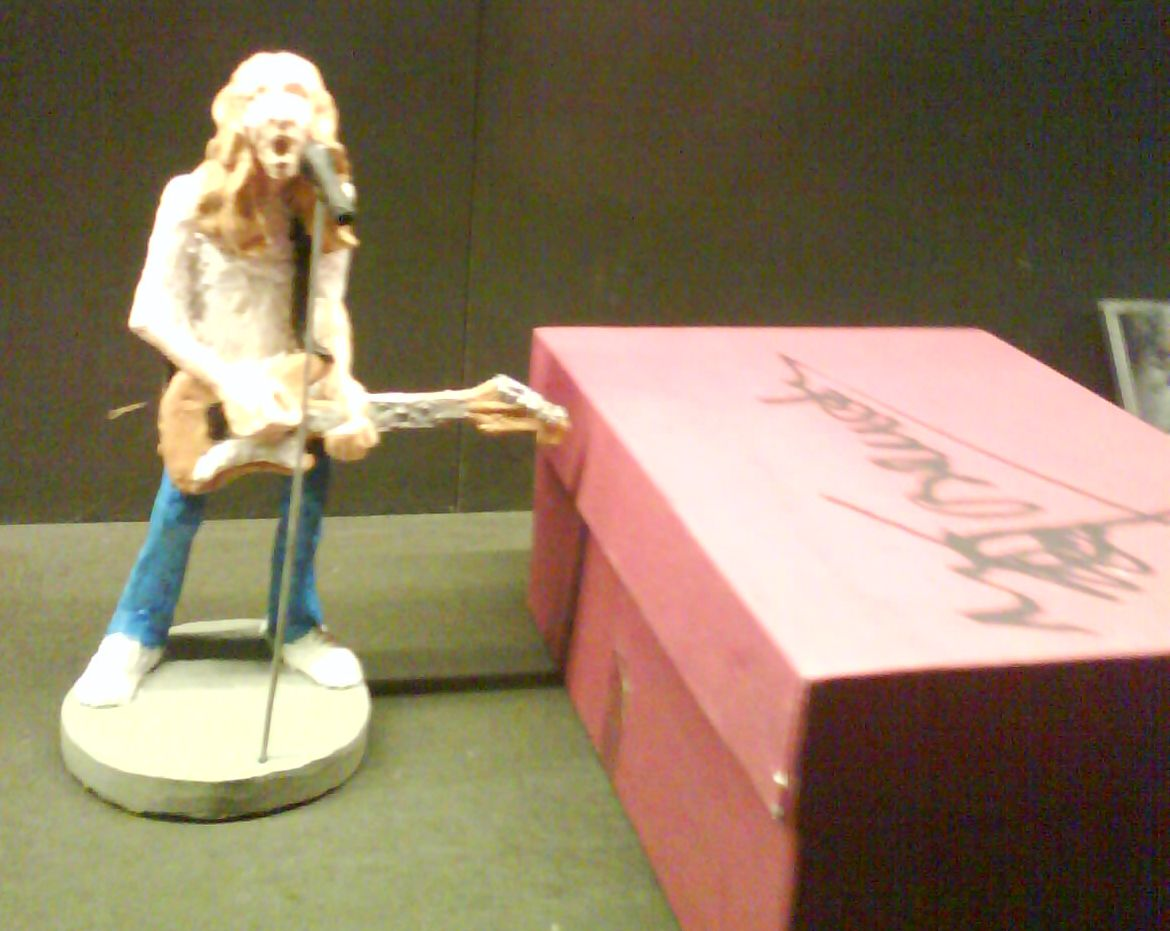
Rosendo au Museo del rock de Barcelone.

Quelques problèmes avec son précédent label (Zafiro, auquel appartient Chapa Discos ), retardent jusqu'en 1985 la sortie du premier album solo de Rosendo, Loco por incordiar, édité par RCA, enregistré en Allemagne, et produit par Carlos Narea. À cette période, il commence à connaitre le plus de succès commercial, grâce à des chansons comme Agradecido, Pan de higo et le morceau homonyme.
Son nouvel album, Listos para la reconversión, est publié en 1996.
En 2000, il obtient une rue à son nom dans la ville de Leganés. Lors de la cérémonie d'ouverture, Rosendo déclare : « Je ne peux rien dire d'autre que merci. Ces choses ne se produisent qu'une fois dans une vie, et seulement si elles se produisent. Je suis à la fois gêné, fier et heureux. » Pendant ce temps, en 2004, son label sort Salud y buenos alimentos, un coffret deux CD, l'une de raretés et l'autre un DVD de clips vidéo et d'un concert enregistré au Mexique. En 2006, il reçoit la médaille d'or du mérite dans les beaux-arts.
Après trois ans sans enregistrer, son quinzième album studio, Vergüenza torera, est publié le 1er octobre 2013. Le 27 septembre 2014, il donne un concert à Las Ventas pour célébrer son 40e anniversaire dans le monde de la musique, auquel participent Kutxi Romero, Fito Cabrales, Miguel Ríos, Luz Casal, El Drogas, et son fils Rodrigo. Le 2 décembre la même année, l'événement est publié en un double CD + DVD. Le 21 octobre 2015, El Grande Wyoming est certifié disque d'or .
Le 5 mars 2018, Warner Music annonce son retrait de la scène avec une tournée d'adieu.

## Discographie

### Albums studio
- 1985 : Loco por incordiar
- 1986 : Fuera de lugar
- 1987 : ... A las lombrices
- 1988 : Jugar al gua
- 1991 : Deja que les diga que no!
- 1992 : La Tortuga
- 1994 : Para mal o para bien
- 1996 : Listos para la reconversión
- 1998 : A tientas y barrancas
- 2001 : Canciones para normales y mero dementes
- 2002 : Veo, veo... mamoneo!!
- 2005 : Lo Malo es... ni darse cuenta
- 2007 : El Endémico embustero y el incauto pertinaz
- 2010 : A veces cuesta llegar al estribillo
- 2013 : Vergüenza torera
- 2017 : De escalde y trinchera

### Albums collaboratifs
- 1979 : Leño (avec Leño)
- 1980 : Más madera (avec Leño)
- 1982 : ¡Corre, corre! (avec Leño)